# Мостовая (Череповецкий район)
Мостовая — деревня в Череповецком районе Вологодской области.
Входит в состав Яргомжского сельского поселения, с точки зрения административно-территориального деления — в Яргомжский сельсовет.
Расстояние по автодороге до районного центра Череповца — 18 км, до центра муниципального образования Ботово — 5 км. Ближайшие населённые пункты — Борисово, Ботово, Фенево.
По данным переписи в 2002 году постоянного населения не было.